# Sybra rondoniana
Sybra rondoniana är en skalbaggsart som beskrevs av Stefan von Breuning 1965. Sybra rondoniana ingår i släktet Sybra och familjen långhorningar.
Artens utbredningsområde är Taiwan. Inga underarter finns listade i Catalogue of Life.